# Jüdische Gemeinde Niedervisse

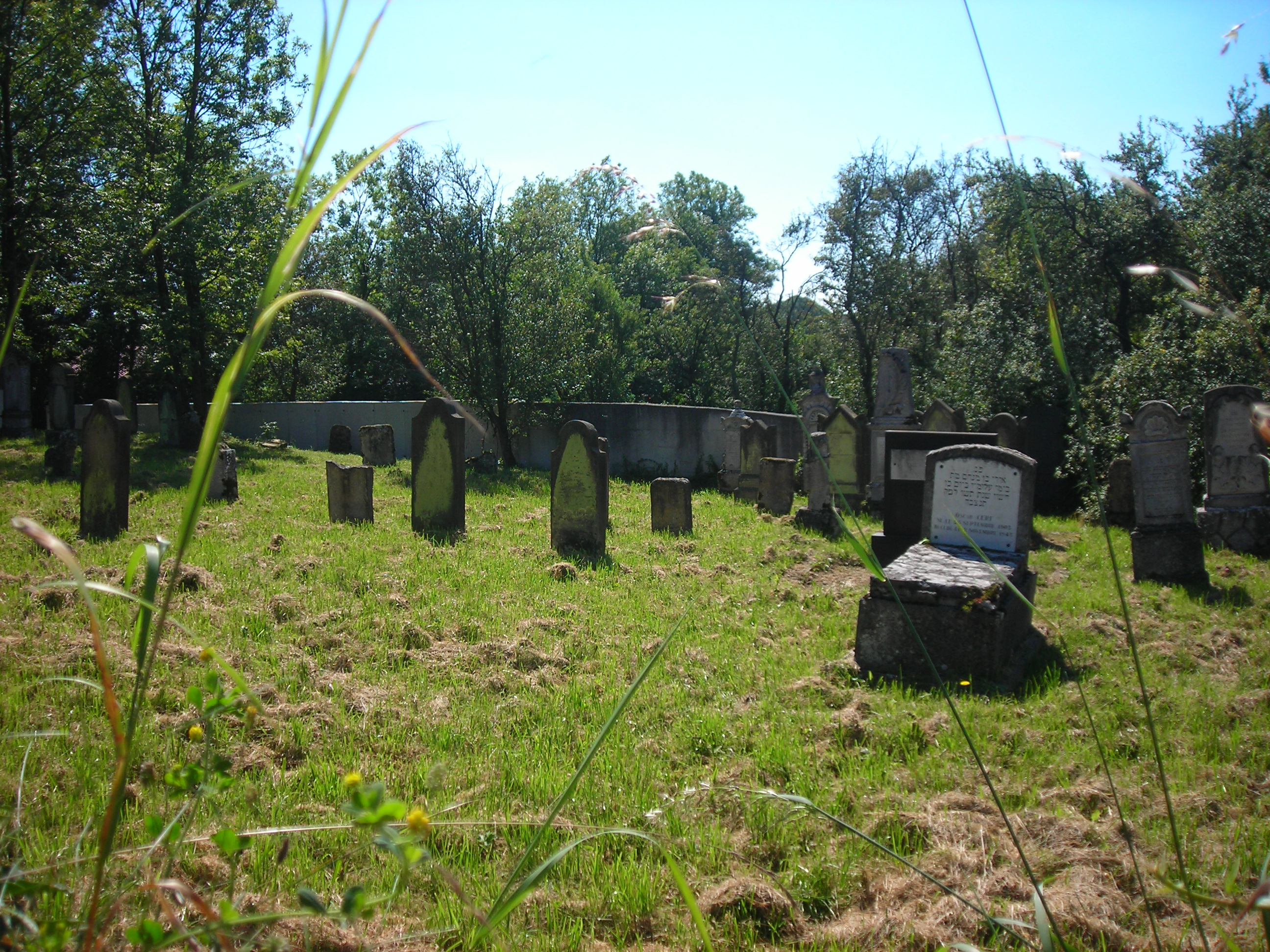
Jüdischer Friedhof in Niedervisse

Eine Jüdische Gemeinde in Niedervisse, einer französischen Gemeinde im Département Moselle in Lothringen, ist für die Zeit um 1750 belegt.

## Geschichte
Die jüdische Gemeinde Niedervisse bestand 1808 aus 82 Personen und die Synagoge wurde bereits 1780 erbaut. Von den ungefähr 200 Einwohnern des Dorfes im Jahr 1905 waren 94 jüdischen Glaubens. Die häufigsten Familiennamen waren: Cerf, Lion und Mayer. Die jüdischen Bewohner lebten hauptsächlich vom Viehhandel bzw. dem Handel mit anderen Produkten.

## Friedhof
Auf dem alten jüdischen Friedhof von Niedervisse sind noch viele Grabsteine (Mazevot) erhalten.